# AFC Cup 2009
Der AFC Cup 2009 war die sechste Ausgabe des von der Asian Football Confederation (AFC) ausgetragenen AFC Cups. Im Zuge einer Restrukturierung und Aufwertung der AFC Champions League nach neuen Kriterien erhielt auch der AFC Cup ab dem Jahr 2009 ein anderes Gesicht als in den Jahren zuvor.

## Teilnahmeberechtigte Länder
Insgesamt nehmen 32 Mannschaften aus den angehörigen Verbänden der AFC am AFC Cup 2009 teil:
- je drei Mannschaften der Fédération Libanaise de Football Association (Libanon),
- je zwei Mannschaften der Bahrain Football Association (Bahrain), Football Association of Malaysia (Malaysia), The Hong Kong Football Association (Hongkong), Iraq Football Association (Irak), Jordan Football Association (Jordanien), Kuwait Football Association (Kuwait), Oman Football Association (Oman), Football Association of Maldives (Malediven), Syrischer Arabischer Fußballverband (Syrien), Vietnam Football Federation (Vietnam) und Yemen Football Association (Jemen),
- je eine Mannschaft der Football Association of Singapore (Singapur), Football Association of Thailand (Thailand), All India Football Federation (Indien) und Oʻzbekiston Futbol Federatsiyasi (Usbekistan) sowie
- drei Verlierer aus den Play-Offs der AFC Champions League 2009.

## Modus

Eintrittskarte zum AFC-Cup-Gruppenspiel FC Chonburi gegen Kedah FA

Aufgrund der Veränderungen und Neuerungen nehmen erstmals Vereine aus dem Irak und Kuwait teil. Syrische Mannschaften waren das erste Mal seit 2004 wieder im Wettbewerb vertreten.

### Gruppenphase
In der Gruppenphase spielten 32 Mannschaften in acht Gruppen mit jeweils vier Teams im Ligamodus (Hin- und Rückspiel) nach der Drei-Punkte-Regel. Dabei wurden die Mannschaften nach geographischen Gesichtspunkten aufgeteilt: In den Gruppen A bis E spielten Teams aus West- und Zentralasien, in den Gruppen F bis H traten Mannschaften aus Ost- und Südostasien an. Die beiden Gruppenersten qualifizierten sich für die Finalrunde der letzten 16.

### Finalrunde
Das Achtelfinale wurde ausgelost und in nur einem Spiel entschieden. Ab dem Viertelfinale wurde im K.-o.-System mit Hin- und Rückspiel der Turniersieger ausgespielt, wobei die Auswärtstorregel galt. Steht auch im Rückspiel und/oder Endspiel nach regulärer Spielzeit und Verlängerung kein Sieger fest, wurde der Sieger im Elfmeterschießen ermittelt.
Erstmals wurde das Finale in nur einem Spiel ausgetragen. Austragungsort war das Heimstadion eines der beiden Finalisten.

## Qualifizierte Mannschaften
| West- und Zentralasien | West- und Zentralasien                              |
| Verein                 | Qualifikationsberechtigung                          |
| ---------------------- | --------------------------------------------------- |
| Muharraq Club          | AFC Cup 2008 Gewinner *                             |
| Busaiteen Club         | Bahraini Premier League: Vizemeister 2008           |
| Mohun Bagan AC         | Federation Cup: Pokalsieger 2008                    |
| FC Arbil               | Dawri Al-Nokhba: Meister 2007/08                    |
| Al-Zawraa              | Dawri Al-Nokhba: Vizemeister 2007/08                |
| Al-Wihdat              | Jordanische 1. Liga: Meister 2008                   |
| al-Faisaly             | Jordanischer FA-Pokal: Pokalsieger 2008             |
| Al Kuwait Kaifan       | Kuwaiti Premier League: Meister 2008                |
| Al-Arabi (Kuwait)      | Kuwait Emir Cup: Pokalsieger 2008                   |
| Safa SC Beirut         | AFC Cup 2008 Finalist *                             |
| Al Ahed                | Libanesische Premier League: Meister 2007/08        |
| Al-Mabarrah            | Libanesischer FA Cup: Pokalsieger 2008              |
| al-Oruba               | Omani League: Meister 2007/08                       |
| Al-Suwaiq              | Sultan Qaboos Cup: Pokalsieger 2007/08              |
| Al-Karama              | Syrische Profiliga: Meister 2008                    |
| Al-Madschd             | Syrische Profiliga: Vizemeister 2008                |
| FK Neftchi Fargʻona    | Usbekische Profi-Fußballliga: Drittplatzierter 2008 |
| al-Hilal al-Hudaida    | Yemeni League: Meister 2008                         |
| Al-Tilal SC            | Yemeni League: Vizemeister 2008                     |
| Dempo SC               | I-League 1. Division: Meister 2008 **               |

| Ostasien       | Ostasien                                               |
| Verein         | Qualifikationsberechtigung                             |
| -------------- | ------------------------------------------------------ |
| Home United    | S.League: Drittplatzierter 2008                        |
| FC Chonburi    | Thailand Premier League: Vizemeister 2008              |
| FC Binh Duong  | V-League 2008: Meister *                               |
| Hà Nội ACB     | Vietnamese Cup: Gewinner 2008                          |
| South China AA | Hong Kong First Division League: Meister 2008          |
| Eastern AA     | Hong Kong Senior Challenge Shield: Pokalsieger 2007/08 |
| Club Valencia  | Dhivehi League: Meister 2008                           |
| VB Sports      | Maledivische FA-Cup: Pokalsieger 2008                  |
| Kedah FA       | Malaysia Super League: Meister 2007/08                 |
| Johor FC       | Malaysia Super League: Drittplatzierter 2007/08        |
| PEA FC         | Thailand Premier League: Meister 2008 **               |
| PSMS Medan     | Indonesia Super League: Vizemeister 2008 **            |

* Diese Vereine waren ursprünglich für die Qualifikation der AFC Champions League 2009 startberechtigt, konnten aber nicht die erforderlichen Kriterien der AFC Champions League erfüllen.
** Diese Vereine schieden in der Qualifikation zur AFC Champions League 2009 aus.

## Spieltage
- Gruppenspiele
  - Tag 1: 10. März 2009
  - Tag 2: 17. März 2009
  - Tag 3: 7. April 2009
  - Tag 4: 21. April 2009
  - Tag 5: 5. Mai 2009
  - Tag 6: 19. Mai 2009
- Achtelfinale
  - Westasien: 26. Mai 2009
  - Ostasien: 23. Juni 2009
- Viertelfinale
  - Hinspiel: 15. September 2009
  - Hinspiel: 30. September 2009
- Halbfinale
  - Hinspiel: 15. Oktober 2009
  - Rückspiel: 21. Oktober 2009
- Finale: 3. November 2009

## Gruppenphase

### Gruppe A
| Pl. | Verein              | Sp. | S | U | N | Tore    | Diff. | Punkte |
| --- | ------------------- | --- | - | - | - | ------- | ----- | ------ |
| 1.  | Busaiteen Club      | 6   | 3 | 3 | 0 | 015:700 | +8    | 12     |
| 2.  | FK Neftchi Fargʻona | 6   | 3 | 2 | 1 | 012:900 | +3    | 11     |
| 3.  | Al Ahed             | 6   | 2 | 1 | 3 | 013:100 | +3    | 07     |
| 4.  | Al-Tilal SC         | 6   | 1 | 0 | 5 | 003:160 | −13   | 03     |

|                     | AHD | TIL | BUS | NEF |
| ------------------- | --- | --- | --- | --- |
| Al Ahed             |     | 3:0 | 1:1 | 5:1 |
| Al-Tilal SC         | 2:1 |     | 1:3 | 0:5 |
| Busaiteen           | 4:2 | 3:0 |     | 2:2 |
| FK Neftchi Fargʻona | 2:1 | 1:0 | 1:1 |     |

### Gruppe B
| Pl. | Verein              | Sp. | S | U | N | Tore    | Diff. | Punkte |
| --- | ------------------- | --- | - | - | - | ------- | ----- | ------ |
| 1.  | Al-Zawraa           | 6   | 4 | 1 | 1 | 008:300 | +5    | 13     |
| 2.  | Safa SC Beirut      | 6   | 4 | 0 | 2 | 005:300 | +2    | 12     |
| 3.  | al-Hilal al-Hudaida | 6   | 2 | 1 | 3 | 005:700 | −2    | 07     |
| 4.  | Al-Suwaiq           | 6   | 1 | 0 | 5 | 003:800 | −5    | 03     |

|                | HIL | SUW | ZAW | SAF |
| -------------- | --- | --- | --- | --- |
| Al-Hilal       |     | 2:0 | 1:1 | 0:1 |
| Al-Suwaiq      | 3:1 |     | 0:1 | 0:1 |
| Al-Zawraa      | 2:0 | 2:0 |     | 2:1 |
| Safa SC Beirut | 0:1 | 1:0 | 1:0 |     |

### Gruppe C
| Pl. | Verein      | Sp. | S | U | N | Tore    | Diff. | Punkte |
| --- | ----------- | --- | - | - | - | ------- | ----- | ------ |
| 1.  | Al-Arabi    | 6   | 3 | 2 | 1 | 011:600 | +5    | 11     |
| 2.  | FC Arbil    | 6   | 2 | 2 | 2 | 008:700 | +1    | 08     |
| 3.  | al-Oruba    | 6   | 2 | 2 | 2 | 006:700 | −1    | 08     |
| 4.  | Al-Mabarrah | 6   | 2 | 0 | 4 | 007:120 | −5    | 06     |

|             | ARB | MAB | ORU | ARL |
| ----------- | --- | --- | --- | --- |
| Al-Arabi    |     | 4:2 | 2:0 | 2:0 |
| Al-Mabarrah | 2:1 |     | 0:1 | 1:0 |
| al-Oruba    | 1:1 | 3:0 |     | 1:1 |
| FC Arbil    | 1:1 | 3:2 | 3:0 |     |

### Gruppe D
| Pl. | Verein           | Sp. | S | U | N | Tore    | Diff. | Punkte |
| --- | ---------------- | --- | - | - | - | ------- | ----- | ------ |
| 1.  | Al Kuwait Kaifan | 6   | 4 | 1 | 1 | 012:400 | +8    | 13     |
| 2.  | Al-Karama        | 6   | 4 | 0 | 2 | 012:700 | +5    | 12     |
| 3.  | Al-Wihdat        | 6   | 3 | 1 | 2 | 012:700 | +5    | 10     |
| 4.  | Mohun Bagan AC   | 6   | 0 | 0 | 6 | 001:190 | −18   | 0      |

|                | KAR | WIH | Kuwait | MOH |
| -------------- | --- | --- | ------ | --- |
| Al-Karama      |     | 3:1 | 2:1    | 1:0 |
| Al-Wihdat      | 3:1 |     | 1:1    | 5:0 |
| Al-Kuwait      | 2:1 | 1:0 |        | 6:0 |
| Mohun Bagan AC | 0:4 | 1:2 | 0:1    |     |

### Gruppe E
| Pl. | Verein        | Sp. | S | U | N | Tore    | Diff. | Punkte |
| --- | ------------- | --- | - | - | - | ------- | ----- | ------ |
| 1.  | Al-Madschd    | 6   | 4 | 1 | 1 | 012:900 | +3    | 13     |
| 2.  | Dempo SC      | 6   | 3 | 1 | 2 | 010:800 | +2    | 10     |
| 3.  | Muharraq Club | 6   | 1 | 3 | 2 | 007:800 | −1    | 06     |
| 4.  | al-Faisaly    | 6   | 1 | 1 | 4 | 011:150 | −4    | 04     |

|               | FAI | MAD | MHQ | DSC |
| ------------- | --- | --- | --- | --- |
| al-Faisaly    |     | 1:2 | 3:2 | 3:4 |
| Al-Madschd    | 4:3 |     | 1:1 | 2:1 |
| Muharraq Club | 0:0 | 2:3 |     | 1:1 |
| Dempo SC      | 3:1 | 1:0 | 0:1 |     |

### Gruppe F
| Pl. | Verein      | Sp. | S | U | N | Tore    | Diff. | Punkte |
| --- | ----------- | --- | - | - | - | ------- | ----- | ------ |
| 1.  | South China | 6   | 5 | 1 | 0 | 015:500 | +10   | 16     |
| 2.  | PSMS Medan  | 6   | 4 | 1 | 1 | 009:700 | +2    | 13     |
| 3.  | VB Sports   | 6   | 1 | 1 | 4 | 005:700 | −2    | 04     |
| 4.  | Johor       | 6   | 0 | 1 | 5 | 002:120 | −10   | 01     |

|             | JOH | MED | SC  | VB  |
| ----------- | --- | --- | --- | --- |
| Johor       |     | 0:1 | 1:4 | 0:0 |
| PSMS Medan  | 3:1 |     | 2:2 | 1:0 |
| South China | 2:0 | 3:0 |     | 2:1 |
| VB Sports   | 2:0 | 1:2 | 1:2 |     |

### Gruppe G
| Pl. | Verein      | Sp. | S | U | N | Tore    | Diff. | Punkte |
| --- | ----------- | --- | - | - | - | ------- | ----- | ------ |
| 1.  | Chonburi FC | 6   | 5 | 0 | 1 | 017:400 | +13   | 15     |
| 2.  | Kedah       | 6   | 2 | 1 | 3 | 014:100 | +4    | 07     |
| 3.  | Eastern     | 6   | 2 | 1 | 3 | 009:130 | −4    | 07     |
| 4.  | Hà Nội ACB  | 6   | 2 | 0 | 4 | 006:190 | −13   | 06     |

|            | CHO | EAS | HAN | KED |
| ---------- | --- | --- | --- | --- |
| Chonburi   |     | 4:1 | 6:0 | 3:1 |
| Eastern    | 2:1 |     | 3:0 | 3:3 |
| Hà Nội ACB | 0:2 | 3:0 |     | 3:1 |
| Kedah      | 0:1 | 2:0 | 7:0 |     |

### Gruppe H
| Pl. | Verein        | Sp. | S | U | N | Tore    | Diff. | Punkte |
| --- | ------------- | --- | - | - | - | ------- | ----- | ------ |
| 1.  | Binh Duong    | 6   | 4 | 1 | 1 | 015:400 | +11   | 13     |
| 2.  | Home United   | 6   | 4 | 0 | 2 | 012:700 | +5    | 12     |
| 3.  | PEA FC        | 6   | 3 | 1 | 2 | 012:100 | +2    | 10     |
| 4.  | Club Valencia | 6   | 0 | 0 | 6 | 003:210 | −18   | 0      |

|               | BD  | VAL | HU  | PEA |
| ------------- | --- | --- | --- | --- |
| FC Binh Duong |     | 3:0 | 2:0 | 1:1 |
| Club Valencia | 0:5 |     | 0:1 | 1:3 |
| Home United   | 2:1 | 5:1 |     | 3:1 |
| PEA FC        | 1:3 | 4:1 | 2:1 |     |

## Finalrunde

### Achtelfinale
Die Gewinner des Achtelfinales wurden nur in einem Spiel ermittelt. Die Spiele in Westasien fanden am 26. Mai, die Spiele in Ostasien am 23. Juni 2009 statt.
|                  | Ergebnis        |                     |           |           |
| Westasien        | Westasien       | Westasien           | Westasien | Westasien |
| ---------------- | --------------- | ------------------- | --------- | --------- |
| Busaiteen Club   | 1:2             | Al-Karama           |           |           |
| Al-Zawraa        | 1:3             | FC Arbil            |           |           |
| Al-Arabi         | 2:1             | Safa SC Beirut      |           |           |
| Al Kuwait Kaifan | 3:1             | Dempo SC            |           |           |
| Al-Madschd       | 0:0 (1:3 i. E.) | FK Neftchi Fargʻona |           |           |
| Ostasien         |                 |                     |           |           |
| South China AA   | 4:0             | Home United         |           |           |
| FC Chonburi      | 4:0             | PSMS Medan          |           |           |
| FC Binh Duong    | 8:2             | Kedah FA            |           |           |

### Viertelfinale
Die Hinspiele fanden am 15. September, die Rückspiele am 30. September 2009 statt.
|                     | Gesamt          |                | Hinspiel | Rückspiel |
| ------------------- | --------------- | -------------- | -------- | --------- |
| Al-Karama           | 0:0 (5:4 i. E.) | Al-Arabi       | 0:0      | 0:0       |
| FC Chonburi         | 2:4             | FC Binh Duong  | 2:2      | 0:2       |
| Al Kuwait Kaifan    | 2:1             | FC Arbil       | 1:1      | 1:0       |
| FK Neftchi Fargʻona | (a)5:5(a)       | South China AA | 5:4      | 0:1       |

### Halbfinale
Die Hinspiele finden am 15. Oktober, die Rückspiele am 21. Oktober 2009 statt.
|                  | Gesamt |                | Hinspiel | Rückspiel |
| ---------------- | ------ | -------------- | -------- | --------- |
| FC Binh Duong    | 2:4    | Al-Karama      | 2:1      | 0:3       |
| Al Kuwait Kaifan | 3:1    | South China AA | 2:1      | 1:0       |

### Finale
| Al-Kuwait Kaifan                                  | Al-Kuwait Kaifan | Al-Karama | Al-Karama |
| ------------------------------------------------- | --- | --- | --------- |
| Al-Kuwait Kaifan                                  | \| 3. November 2009 in Kuwait (Al-Kuwait SC Stadium) \| \| Ergebnis: 2:1 (1:0) \| \| Zuschauer: 17.400 \| \| Schiedsrichter: Masoud Moradi ( Iran) \| | \| 3. November 2009 in Kuwait (Al-Kuwait SC Stadium) \| \| Ergebnis: 2:1 (1:0) \| \| Zuschauer: 17.400 \| \| Schiedsrichter: Masoud Moradi ( Iran) \| | Al-Karama |
| Al-Kuwait Kaifan                                  | 1:0 Hussain Al-Shammari (16.) 2:1 Isamil Al-Ajmi (90.+4')                                                                                             | 1:1 Alaa Al-Shbli (82.) | Al-Karama |
| 3. November 2009 in Kuwait (Al-Kuwait SC Stadium) | | |           |
| Ergebnis: 2:1 (1:0)                               | | |           |
| Zuschauer: 17.400                                 | | |           |
| Schiedsrichter: Masoud Moradi ( Iran)             | | |           |

## Torschützen
| Platz | Spieler                | Verein              | Tore |
| ----- | ---------------------- | ------------------- | ---- |
| 1     | Jehad Al Hussain       | Al Kuwait Kaifan    | 8    |
| 1     | Robert Akaru           | Busaiteen Club      | 8    |
| 1     | Huỳnh Kesley Alves     | FC Binh Duong       | 8    |
| 1     | Mohammed Al Hamwi      | Al-Karama           | 8    |
| 5     | Carlos Eduardo Ferrari | South China AA      | 7    |
| 6     | Alisher Halikov        | FK Neftchi Fargʻona | 6    |
| 6     | Mohamed Koné           | FC Chonburi         | 6    |